# Courcelles-sous-Moyencourt
Courcelles-sous-Moyencourt (picardisch: Courchelle-dsous-Moyincourt) ist eine nordfranzösische Gemeinde mit 158 Einwohnern (Stand 1. Januar 2022) im Département Somme in der Region Hauts-de-France. Die Gemeinde liegt im Arrondissement Amiens, ist Teil der Communauté de communes Somme Sud-Ouest und gehört zum Kanton Poix-de-Picardie.

## Geographie
Die Gemeinde liegt rund 24 Kilometer südwestlich von Amiens zwischen Moyencourt-lès-Poix und Quevauvillers und erstreckt sich im Nordwesten bis über die Autoroute A29 hinaus.

## Einwohner
| 1962 | 1968 | 1975 | 1982 | 1990 | 1999 | 2006 | 2011 |
| ---- | ---- | ---- | ---- | ---- | ---- | ---- | ---- |
| 115  | 118  | 103  | 119  | 133  | 141  | 136  | 128  |

## Sehenswürdigkeiten
- Kirche Saint-Jean-Baptiste
- Schloss aus dem 18. und 19. Jahrhundert, mit Garten und Park, 1969 als Monument historique klassifiziert (Base Mérimée PA00116126).